# Canada ai X Giochi olimpici invernali
Il Canada partecipò ai X Giochi olimpici invernali, svoltisi a Grenoble, Francia, dal 6 al 18 febbraio 1968, con una delegazione di 70 atleti impegnati in nove discipline.

## Medagliere

### Per discipline
| Sport              | Oro | Argento | Bronzo | Totale |
| ------------------ | --- | ------- | ------ | ------ |
| Sci alpino         | 1   | 1       | 0      | 2      |
| Hockey su ghiaccio | 0   | 0       | 1      | 1      |
| Totale             | 1   | 1       | 1      | 3      |

### Medaglie
| Medaglia | Atleta | Sport              | Evento                    |
| -------- | --- | ------------------ | ------------------------- |
| Oro      | Nancy Greene | Sci alpino         | Slalom gigante femminile  |
| Argento  | Nancy Greene | Sci alpino         | Slalom speciale femminile |
| Bronzo   | Ken Broderick Wayne Stephenson Marshall Johnston Terry O'Malley Barry McKenzie Brian Glennie Paul Conlin Fran Huck Moris Mott Ray Cadieux Roger Bourbonnais Danny O'Shea Bill MacMillan Gary Dineen Ted Hargreaves Herb Pinder Steve Monteith Gerry Pinder | Hockey su ghiaccio | Maschile                  |